# Bajo de la Tierra Colorada
El Bajo de la Tierra Colorada (o Bajo de Chasicó) es una depresión ubicada en el noroeste del departamento Gaiman, provincia del Chubut, Argentina. Recibe las aguas de los arroyos Perdido, Telsen, Ranquilao, entre otros, de curso temporal, conformando una cuenca cerrada. En el área existen varios proyectos mineros.

## Características
El agua en el sitio es intermitente, pues la evaporación es mayor que sus aportes. El clima es templado-árido y las precipitaciones son escasas. Las temperaturas medias anuales son del orden de los 10 a 14 °C. Los suelos son predominantemente aridsoles, en consecuencia, la salinidad y la pedregosidad son rasgos frecuentes. Mientras que la vegetación es pobre.
Tiene una superficie de 400 km².

## Toponimia
Los colonos galeses del Chubut denominaban el área como valle Getolic (pronunciado "guetolic"), originado como una de las grafías del topónimo tehuelche Getl-aik, de significado incierto.

## Historia
En 1871, Aaron Jenkins, Lewis Jones y Richard Jones realizaron un viaje hacia el norte y noroeste del Chubut. Localizaron sitios y actuales parajes como Ranquilhuao, Telsen, Conaniyeu, Tromane, entre otros, realizando 590 kilómetros en 19 días. En el museo de Gaiman se conserva hasta la actualidad el manuscrito de Jenkins que, en idioma galés, relató el itinerario de la exploración.
Jenkins escribió sobre la visita al bajo:

11 de diciembre: A la salida del sol nos fuimos del lugar que llamamos Entre Cerros, al cabo de unas 10 millas hacia el suroeste entre los cerros accidentados, llegamos a un arroyito colorado donde conseguimos un manantial de agua surgente buena. Junto a este arroyito hay una senda india que va de sureste a noroeste. No nos quedamos aquí sino que seguimos avanzando unas 14 millas más entre cerros quebrados, hasta desembocar en un cañadón angosto que da al valle Getolic, entonces torcimos el rumbo al oeste. Tras avanzar unas 4 millas en esta dirección se decidió acampar para pasar la noche entre dos cañadones donde había bastante agua de lluvia en pozones. Estábamos acampados en el borde este del valle Getolic. Después de desmontar y comer algo, el cielo empezó a cubrirse y muy pronto estalló un rayo, rugió el trueno y se desató la lluvia, tanto que daba miedo estar afuera y antes de media hora los dos cañadones empezaron a llenarse de agua, como grandes moles que pasan junto a nosotros. Muy pronto tuvimos que apurarnos a mudar el campamento a un lugar más alto que quedaba cerca o sino la correntada hubiera barrido todo lo que teníamos. Apenas si pudimos escapar. De veras pensamos que se nos había venido el diluvio.

Nota: Hay decenas que cárcavas que bajan de las montañas a la llanura del Getolic y todas se dirigen a la laguna. Cada cárcava mide unas 4 o 5 yardas de ancho y de hondo, por lo general, hasta la altura del hombro y por todos los cauces corría [agua] esa noche.

12 de diciembre: Salimos del Getolic y luego de unas 2 millas encontramos un manantial de donde brotaba agua fresca. Alrededor de ese manantial había muchas huellas de caballos cimarrones. Tuvimos algún problema en cruzar la llanura del Getolic porque el suelo estaba
muy blando después de la lluvia. En algunos lugares los caballos se hundían hasta la panza, pero no obstante seguimos avanzando hacia el noroeste, dejando el Getolic a mano izquierda...